# Circle II Circle
Circle II Circle est un groupe de heavy metal américain, originaire d'Albuquerque, au Nouveau-Mexique. Il est formé en 2002 par Zak Stevens, chanteur de Savatage.

## Biographie
Pendant huit ans, entre 1992 et août 2000, Zachary Stevens est leader de Savatage. Après cinq albums au sein du groupe, il se sépare de Savatage en 2000 pour des raisons familiales. En hiver 2001, Zak revient aux côtés de son ami de longue date et cofondateur du groupe, Dan Campbell, pour écrire des chansons avec Jon Oliva et le guitariste Chris Caffery qui seront incluses dans ce que deviendra le premier album de Circle II Circle, Watching in Silence. Le deuxième album de CIIC, The Middle of Nowhere fait participer Zak au chant, Paul Michael Stewart, Andy Lee, Tom Drennan et Evan Christopher
Le troisième album du groupe est un album-concept intitulé Burden of Truth publié le 6 juin 2006. Stevens et le groupe signent ensuite au label Intromental Management. En janvier 2008, l'ancien chanteur de Savatage Zak Stevens annonce la création d'un nouveau groupe baptisé Circle II Circle et annonce la sortie prochaine d'un premier album de metal plus mainstream que celui pratiqué par son ancienne formation et sur lequel figurera des morceaux co-écrits avec Jon Oliva. Leur quatrième album, Delusions of Grandeur, est publié le 25 avril 2008.
Le 25 janvier 2013, Circle II Circle publie son album Seasons will Fall chez earMusic. L'album live Bootleg Live at Wacken 2012 est publié le 20 juin 2014. Un album studio, Reign of Darkness, suit le 16 octobre 2015. Le 7 décembre 2016, leur ancien batteur, Adam Sagan, décède d'un cancer à 35 ans.

## Membres

### Membres actuels
- Zak Stevens - chant (depuis 2002)
- Paul Michael Stewart - basse, claviers (depuis 2003)
- Christian David Wentz - guitare (depuis 2012)
- Bill Hudson - guitare (depuis 2012)
- Henning Wanner - claviers (depuis 2012)
- Marcelo Moreira - batterie (depuis 2015)

### Anciens membres
- Kevin Rothney - basse
- Tom Drennan - batterie
- Chris Kinder - batterie
- David 'Cid' Rodgers - guitare
- Shane French - guitare
- Matt LaPorte - guitare
- Evan Christopher - guitare
- John Zahner - claviers
- Andrew Lee - guitare
- John Osborn - batterie
- Rollie Feldmann - guitare
- Jayson Moore - batterie (2011)
- Adam Sagan - batterie (2012)
- Marc Pattison - guitare (2014-?)

## Discographie

### Albums studio
- 2003 : Watching in Silence
- 2005 : The Middle of Nowhere
- 2006 : Burden of Truth
- 2008 : Delusions of Grandeur
- 2010 : Consequence of Power
- 2013 : Seasons Will Fall
- 2015 : Reign of Darkness

### Albums live
- 2014 : Live at Wacken - Official Bootleg

### Compilations
- 2012 : Full Circle - The Best of